# 岩本星弥
岩本 星弥（いわもと せいや、2003年11月8日 - ）は、日本のプロボクサー。東京都出身。JB SPORTSボクシングジム所属。第4代日本ライト級ユース王者。

## 来歴
5人兄弟の長男。
2021年1月27日のプロデビュー戦は1回TKO勝ち。
翌2022年東軍スーパーフェザー級新人王として、西軍代表大谷新星を相手に5回0-3（47-48×2、46-49）判定負けで全日本新人王獲得ならずでプロ初黒星を喫した。
その後2025年5月13日、後楽園ホールで開催の『第135回フェニックスバトル』にて小松直人と日本ユースライト級王座決定戦を行い、2回2分48秒TKO勝ちで日本ユース王座獲得。

## 戦績
- プロ戦績10戦9勝(6KO)1敗

## 獲得タイトル
- 2022年東日本スーパーフェザー級新人王
- 第4代日本ライト級ユース王座（防衛0）